# Gregory Richardson
Gregory Richardson (ur. 16 czerwca 1982 w Georgetown) – gujański piłkarz występujący na pozycji napastnika, obecnie zawodnik portorykańskiego Puerto Rico Islanders.

## Kariera klubowa
Richardson pochodzi ze stołecznego miasta Georgetown i rozpoczynał swoją piłkarską karierę w tamtejszym zespole FC Georgetown, jednak nie odniósł z nim żadnego większego sukcesu. W 2003 roku przeszedł do lokalnego rywala, Camptown FC, gdzie występował przez rok, wygrywając turniej Kashif & Shanghai, a także Guyana Mayors Cup. W późniejszym czasie reprezentował także barwy Beacon United, za to w 2005 roku przez kilka miesięcy grał w Pele FC, również nie zdobywając ani jednego trofeum. Jego kolejnym klubem został barbadoski Notre Dame SC, gdzie szybko został czołowym piłkarzem rozgrywek ligowych – w sezonie 2005 wywalczył ze swoją ekipą mistrzostwo kraju, natomiast rok później tytuł wicemistrza Barbadosu. W 2007 roku wyjechał do Trynidadu i Tobago, podpisując kontrakt z Joe Public FC, z którym zdobył tytuł wicemistrzowski oraz wziął udział w Lidze Mistrzów CONCACAF, odpadając jednak już w fazie grupowej.
W 2008 roku Richardson na krótko powrócił do ojczyzny, gdzie dołączył do swojego byłego klubu, Pele FC. Na początku 2009 roku zasilił amerykański zespół Colorado Rapids, w którego barwach zadebiutował w Major League Soccer – 21 marca w przegranym 1:2 meczu z Chivas USA. Był to jednak jego jedyny występ ligowy w ekipie Rapids, z której odszedł już w czerwcu tego samego roku. W lipcu 2009, po udanych testach, podpisał umowę z Carolina RailHawks, występującym w drugiej lidze amerykańskiej – USL First Division. 12 września, w wygranej 2:1 konfrontacji z Puerto Rico Islanders, strzelił najszybszego gola w historii klubu w drugiej minucie meczu. Rok później, podczas sezonu 2010, triumfował w konferencji NASL oraz dotarł do finału fazy play-off rozgrywek USSF Division 2 Professional League.
Wiosną 2011 Richardson przeszedł do Puerto Rico Islanders, także występującego w drugiej klasie rozgrywkowej Stanów Zjednoczonych – North American Soccer League. Już w pierwszym sezonie zwyciężył z nim w turnieju CFU Club Championship.

## Kariera reprezentacyjna
W seniorskiej reprezentacji Gujany Richardson zadebiutował jako dwudziestolatek, w 2002 roku. Premierowego gola w kadrze narodowej strzelił 6 września 2006 w wygranym 5:0 meczu z Surinamem w ramach Pucharu Karaibów, a całe rozgrywki zakończył z bilansem sześciu zdobytych bramek. Brał udział w eliminacjach do Mistrzostw Świata 2006 i eliminacjach do Mistrzostw Świata 2010, jednak jego drużyna nie zdołała zakwalifikować się na żaden z tych turniejów. Występował również w kwalifikacjach do Mistrzostw Świata 2014, podczas których wpisał się na listę strzelców w spotkaniu z Salwadorem (2:3).